# 3-甲基-2-丁醇
3-甲基-2-丁醇（3-Methyl-2-butanol，IUPAC系统名：3-甲基丁烷-2-醇，3-Methylbutan-2-ol，常用名异仲戊醇，sec-isoamyl alcohol）是一种分子式为C5H11OH的有机化合物，在其它化学品的合成中用作溶剂或中间体。